# Шістнадцятий (фільм)
Шістнадцятий (вірм. Տասնվեցերորդը) — радянський німий художній фільм-драма 1929 року, знятий режисером Патваканом Бархударяном на студії «Вірменкіно».

## Сюжет
Історія викриття зрадника, з вини якого загинули члени більшовицької організації.

## У ролях
- А. Горєлов — Полєжаєв
- В. Вишневська — Ася
- П. Волховський — студент
- Татевос Сар'ян — офіцер контррозвідки
- Едуард Ходжик — другий офіцер
- Л. Коломенський — мобілізований

## Знімальна група
- Режисер — Патвакан Бархударян
- Сценарій — Патвакан Бархударян, Григорій Брагінський
- Оператор — Гаруш Гарош
- Художники-постановник — Михайло Арутчян
- Асистенти режисера — С. Аслібекян, А. Мадатов
- Помічник режисера — П. Дейкарханов
- Головний адміністратор — Є. Єсаян